# Gabinete Painlevé I
O Gabinete Painlevé I foi o ministério formado por Paul Painlevé em 12 de setembro de 1917 e dissolvido em 13 de novembro do mesmo ano. Foi o 63º gabinete da Terceira República Francesa, sendo antecedido pelo Gabinete Ribot V e sucedido pelo Gabinete Clemenceau II.

## Contexto
Apesar do forte apoio inicial da Assembleia Nacional Francesa, o governo de Paul Painlevé não conseguiu impor sua autoridade. Em setembro de 1917, um polemista da "Action Française" enviou uma carta ao Presidente da República, Raymond Poincaré, acusando Louis Malvy, antigo ministro do Interior, de ter mantido contatos com o alto comando alemão e de ter contribuído para a eclosão dos motins de Nivelle. A pedido de Malvy, esta carta foi lida na Assembleia pelo Presidente do Conselho de Ministros, desencadeando discussões acaloradas entre os parlamentares.
Durante a sessão parlamentar de 13 de novembro, o "Grupo de Direita", apoiado pelos independentes, desafiou violentamente o governo, acusando-o de perseguir a "Action Française" e, portanto, de quebrar a "União Sagrada" (Union Sacrée) em vigor desde o início da Primeira Guerra Mundial. O governo solicitou o adiamento da discussão, mas a ação enérgica dos conservadores levou os deputados a recusarem esse adiamento. Painlevé renunciou no mesmo dia, o que levou à queda de seu governo. O Presidente Poincaré, então, pediu que Georges Clemenceau formasse um novo governo.

## Composição
- Presidente da República: Raymond Poincaré
- Presidente do Conselho de Ministros: Paul Painlevé
- Ministro dos Estrangeiros: Alexandre Ribot; Louis Barthou
- Ministro da Justiça: Raoul Péret
- Ministro do Interior: Théodore Steeg
- Ministro da Guerra: Paul Painlevé
- Ministro das Finanças: Louis-Lucien Klotz
- Ministro da Marinha: Charles Chaumet
- Ministro da Instrução Pública e Belas Artes: Daniel Vincent
- Ministro das Obras Públicas e Transporte: Albert-André Claveille
- Ministro da Agricultura: Fernand David
- Ministro do Comércio, Indústria e Telecomunicações: Étienne Clémentel
- Ministro das Colônias: René Besnard
- Ministro do Trabalho e Previdência Social: André Renard
- Ministro de Armamentos e Manufatura de Guerra: Louis Loucheur
- Ministro de Estado e Membro do Comitê de Guerra: Louis Barthou
- Ministro de Estado e Membro do Comitê de Guerra: Léon Bourgeois
- Ministro de Estado e Membro do Comitê de Guerra: Paul Doumer
- Ministro de Estado e Membro do Comitê de Guerra: Jean Dupuy